# Институты и факультеты СибГУ
Подразделения Сибирского государственного университета науки и технологий имени академика М. Ф. Решетнёва формировались в течение более чем пятидесяти лет с момента основания, когда учебное заведение было подчинено Красноярскому политехническому институту как завод-втуз, до настоящего времени, когда отдельные кафедры, не входящие в структуру факультетов, стали объединяться. Отдельные факультеты (например, аэрокосмический) стали основой для формирования институтов СибГУ.
На данный момент университет имеет пять институтов и шесть факультетов. Основной упор в преподавании делается на физико-математические и инженерно-технические дисциплины, связанные с аэрокосмической отраслью. Эту задачу в основном выполняют факультет машиноведения и мехатроники, факультет гражданской авиации и таможенного дела, Институт космической техники и Институт космических исследований и высоких технологий. Бо́льшая часть выпускников данных подразделений принимается базовыми предприятиями Красноярска и Железногорска. Подготовка специалистов в области экономики, финансов, информатики и вычислительной техники, маркетинга и менеджмента осуществляется на инженерно-экономическом (в филиалах — финансово-экономический) и гуманитарном факультетах, в Международной школе бизнеса и Институте информатики и телекоммуникаций.

## Институты
В число институтов СибГУ им. М.Ф. Решетнева входят: Институт космической техники (ИКТ), Институт информатики и телекоммуникаций (ИИТК), Институт космических исследований и высоких технологий (ИКИВТ), Институт химических технологий (ИХТ), Институт непрерывного образования (ИНО) и Военный институт (ВИ).

### Институт космической техники
ИКТ создан в 2008 году на базе упразднённого аэрокосмического факультета СибГУ по решению учёного совета. Директором института является д. т. н. Кубриков Максим Викторович.
Институт располагает современным оборудованием для научно-исследовательской деятельности и опытно-конструкторских разработок: лаборатории конструкций летательных аппаратов, дозвуковой аэродинамики и сверхзвуковой аэрогазодинамики, вычислительный центр, учебные и научные лаборатории предприятий и другие помещения. Студенты и преподаватели ИКТ работают в области практической космонавтики, получая практический опыт работы в отрасли. Профессорско-преподавательский состав насчитывает 144 человека (27 докторов, 59 кандидатов).
| Кафедра                                   | Заведующий кафедрой             |
| ----------------------------------------- | ------------------------------- |
| Кафедра летательных аппаратов             | Михеев Анатолий Егорович        |
| Кафедра двигателей летательных аппаратов  | Назаров Владимир Павлович       |
| Кафедра космических аппаратов             | Халиманович Владимир Иванович   |
| Кафедра космического машиностроения       | Головёнкин Евгений Николаевич   |
| Кафедра систем автоматического управления | Лукьяненко Михаил Васильевич    |
| Кафедра компьютерного моделирования       | Лопатин Александр Витальевич    |
| Кафедра космических информационных систем |                                 |
| Кафедра технической механики              | Шатров Александр Константинович |
| Кафедра инженерной графики                | Сорокин Дмитрий Владимирович    |
| Кафедра физики                            | Аплеснин Сергей Степанович      |

### Институт информатики и телекоммуникаций
ИИТК создан в 2008 году на базе упразднённого факультета информатики и систем управления СибГУ. Директор — д.ф.-м.н. Сафонов Константин Владимирович (с сентября 2024). Основные направления деятельности института связаны с информационными технологиями, информационной безопасностью, робото- и радиотехникой, программной инженерией, системным анализом и управлением.
Студенты ИИТК имеют возможность получать образование в Мичиганском университете и Университете штата Юта, Ульмском университете и Рейнско-Вестфальском техническом университете, Чешском техническом университете.
| Кафедра                                            | Заведующий кафедрой                |
| -------------------------------------------------- | ---------------------------------- |
| Кафедра информатики и вычислительной техники       | Фаворская Маргарита Николаевна     |
| Кафедра информационно-управляющих систем           | Мурыгин Александр Владимирович     |
| Кафедра безопасности информационных технологий     | Колесников Сергей Геннадьевич      |
| Кафедра системного анализа и исследования операций | Ковалёв Игорь Владимирович         |
| Кафедра электронной техники и телекоммуникаций     | Петров Михаил Николаевич           |
| Кафедра прикладной математики                      | Сафонов Константин Владимирович    |
| Кафедра высшей математики                          | Вишневская Софья Романовна         |
| Кафедра космических информационных систем          | Тестоедов Николай Алексеевич       |
| Кафедра замкнутых экологических систем             | Тихомиров Александр Аполлинарьевич |

### Институт космических исследований и высоких технологий
ИКИВТ, в отличие от других институтов СибГУ, был создан на основе двустороннего соглашения между ректором Аэрокосмического университета и председателем Президиума Красноярского научного центра СО РАН в 2008 году. Директор института — д. ф.-м. н. Владимир Викторович Шайдуров.
Институт проводит как научную, так и образовательную деятельность в области космонавтики, в которой непосредственное участие принимают обучающиеся. Задача института — подготовить высококвалифицированных специалистов в области современной физики и космонавтики, полупроводников и нанотехнологий.
| Кафедры                                                                                        |                             |
| ---------------------------------------------------------------------------------------------- | --------------------------- |
| Кафедра космических средств и технологий                                                       | Лапко Василий Александрович |
| Межфакультетская базовая кафедра космических материалов и технологий в КНЦ СО РАН              | Карпов Сергей Васильевич    |
| Объединённая научно-учебная лаборатория «Нанотехнологии и космическое материаловедение»        |                             |
| Объединённая научно-учебная лаборатория «Физические свойства полупроводников и наноматериалов» |                             |
| Центр космического мониторинга СибГУ и Института леса СО РАН                                   |                             |
| Отделение Института физики СО РАН в СибГУ                                                      |                             |
| Отделение Института вычислительного моделирования СО РАН в СибГУ                               |                             |

### Институт химических технологий
ИХТ создан в 2019 году путем слияния факультета химических технологий и факультета переработки природных соединений. Директор института - к.х.н. Любяшкин Алексей Викторович.
Институт химических технологий более 70 лет готовит инженерные и научные кадры для химической промышленности и научных учреждений сибирского региона. Взаимодействует с самыми передовыми предприятиями химической, фармацевтической и лесохимической отраслей по вопросам целевой подготовки кадров и выполнения проектных работ по заданию предприятий.
| Кафедра                                                                                       | Заведующий кафедрой           |
| --------------------------------------------------------------------------------------------- | ----------------------------- |
| Кафедра химической технологии твёрдых ракетных топлив, нефтепродуктов и полимерных композиций | Ворончихин Василий Дмитриевич |
| Кафедра органической химии и технологии органических веществ                                  | Роот Евгений Владимирович     |
| Кафедра фундаментальной химии                                                                 | Чижевская Марина Валерьевна   |
| Кафедра химической технологии древесины и биотехнологии                                       | Павлов Игорь Николаевич       |
| Кафедра машин и аппаратов промышленных технологий                                             | Марченко Роман Александрович  |
| Кафедра промышленной экологии, процессов и аппаратов химических производств                   | Есякова Ольга Александровна   |

### Институт непрерывного образования
Институт непрерывного образования — структура, созданная для совершенствования системы непрерывного образования в СибГУ, обеспечивающей развитие профессиональных и личностных качеств человека на каждой ступени его образования.

### Военный учебный центр
Военный учебный центр был создан в 2019 году в соответствии с распоряжением Правительства РФ от 13 марта 2019 года № 427-р «О военных учебных центрах при федеральных государственных образовательных организациях высшего образования». Начальник ВУЦ — полковник Маркевич Игорь Владимирович. Начальник кафедры РВСН — полковник Платонов Олег Александрович. Начальник кафедры ГРАУ — полковник Лапко Владислав Владимирович.
Военный учебный центр готовит офицеров для прохождения военной службы по контракту по трём военно-учётным специальностям, офицеров запаса по пяти военно-учётным специальностям, сержантов запаса по одной военно-учётной специальности.
Военный учебный центр имеет в наличии агрегаты подвижного грунтового ракетного комплекса «Тополь», транспортно-заряжающие машины и пусковые установки тактического ракетного комплекса «Точка», пусковую установку входящую в ракетный комплекс оперативно-тактического назначения «Эльбрус», специальную автобронетехнику.

## Факультеты
В число факультетов СибГУ входят: Факультет машиноведения и мехатроники (ФММ), Факультет гражданской авиации и таможенного дела (ФГАиТД), Инженерно-экономический факультет (ИЭФ), Гуманитарный факультет (ГФ), Международная высшая школа бизнеса (МВШ) и Факультет физической культуры и спорта (ФФКС).

### Факультет машиноведения и мехатроники
Факультет машиноведения и мехатроники СибГУ готовит специалистов в области технологии машиностроения, мехатроники, технологии сварочного производства, проектирования и эксплуатации холодильной и криогенной техники, метрологии, стандартизации и сертификации. Благодаря наличию новейшего оборудования студенты получают необходимые знания и опыт в данных областях, достаточный для работы на крупнейших предприятиях Красноярского края, городов России и за рубежом. Декан ФММ — Евгений Валерьевич Кузнецов.
| Кафедра                                                                          | Заведующий кафедрой          |
| -------------------------------------------------------------------------------- | ---------------------------- |
| Кафедра технологии машиностроения (недоступная ссылка)                           | Ручкин Леонид Владиленович   |
| Кафедра сварки летательных аппаратов (недоступная ссылка)                        | Богданов Валерий Васильевич  |
| Кафедра управления качеством и сертификации (недоступная ссылка)                 | Трифанов Иван Васильевич     |
| Кафедра холодильной, криогенной техники и кондиционирования (недоступная ссылка) | Кишкин Александр Анатольевич |
| Кафедра основ конструирования машин (недоступная ссылка)                         | Ереско Татьяна Трофимовна    |
| Кафедра инженерной технологии (недоступная ссылка)                               | Кучкин Александр Григорьевич |

### Институт гражданской авиации и таможенного дела
Институт гражданской авиации и таможенного дела готовит специалистов в области технической эксплуатации летательных аппаратов, авиационных электросистем и пилотажно-навигационных комплексов, таможенного дела. При этом имеется возможность получения дополнительного экономического образования и зачисления в военный институт. Выпускники института работают на авиационных предприятиях ОАЭ, Вьетнама, Казахстана, Латвии, Украины, Польши, Чехии и России. И.о.директора — Акзигитов Рево Авхадиевич.
| Кафедры                                                                                         |                               |
| ----------------------------------------------------------------------------------------------- | ----------------------------- |
| Кафедра технической эксплуатации авиационных электросистем и пилотажно-навигационных комплексов | Кацура Александр Владимирович |
| Кафедра технической эксплуатации летательных аппаратов и двигателей                             | Никушкин Николай Викторович   |
| Кафедра таможенного дела                                                                        | Полухин Игорь Васильевич      |
| Учебный авиационно-технический центр                                                            |                               |

### Инженерно-экономический факультет
Инженерно-экономический факультет СибГУ занимается подготовкой высококвалифицированных специалистов в области экономики и финансов, бухгалтерского учёта, логистики, инноватики. Образование, полученное на ИЭФ, считается одним из самых престижных в Сибири. Выпускники факультета имеют возможность трудоустройства в финансовые структуры Красноярского края и других регионов, получают возможность работать в сфере управления на предприятиях разного профиля. Большое количество бывших выпускников преподаёт в крупнейших вузах России. Декан — Лилия Викторовна Ерыгина.
Образовательные программы ИЭФ имеют международную аккредитацию в Европейском совете бизнес-образования (ECBE) и Американской ассоциации бизнес-школ (ACBSP). Студенты имеют возможность обучаться в зарубежных вузах, получать дополнительные специальности.
| Кафедра                                                     | Заведующий кафедрой           |
| ----------------------------------------------------------- | ----------------------------- |
| Кафедра информационных экономических систем                 | Сенашов Сергей Иванович       |
| Кафедра логистики                                           | Белякова Елена Владимировна   |
| Кафедра финансов и кредита                                  | Гнатюк Пётр Михайлович        |
| Кафедра бухгалтерского учёта                                | Золотарёва Галина Ивановна    |
| Кафедра менеджмента                                         | Данильченко Юрий Витальевич   |
| Кафедра экономики                                           | Лячин Владимир Иванович       |
| Кафедра организации и управления наукоёмкими производствами | Колмыков Владимир Афанасьевич |

### Гуманитарный факультет
Гуманитарный факультет готовит специалистов в области рекламы и связей с общественностью, иностранного языка и прикладной информатики. На базе факультета проводятся Всероссийский студенческий фестиваль молодёжных видеосюжетов и Неделя PR и рекламы на Енисее. Кафедры факультета располагают креативно-информационной лабораторией, студенческой лабораторией социальных исследований, ресурсным центром иностранных языков. Декан ГФ — Светлана Юрьевна Пискорская.
| Кафедра                                 | Заведующий кафедрой            |
| --------------------------------------- | ------------------------------ |
| Кафедра рекламы и культурологии         | Городищева Анна Николаевна     |
| Кафедра общественных связей             | Михайлов Алексей Валерианович  |
| Кафедра делового иностранного языка     | Шумакова Наталия Анатольевна   |
| Кафедра технического иностранного языка | Савельева Марина Викторовна    |
| Кафедра правоведения                    | Сафронов Вячеслав Владимирович |
| Кафедра философии и социальных наук     | Чуринов Николай Мефодьевич     |
| Кафедра истории и гуманитарных наук     | Лонина Софья Леонидовна        |

### Международная высшая школа бизнеса
Международная высшая школа бизнеса СибГУ была создана в 1998 году, в 2003—2010 носила название факультета международного бизнеса, в 2010—2011 — Международная высшая школа инновационного бизнеса и администрирования. Директор МВШ — Александр Алексеевич Кузнецов, д. ф.-м. н., доцент.
МВШ проводит подготовку по направлениям «менеджмент», «государственное и муниципальное управление», «управление персоналом». Для студентов третьего курса и выше имеется возможность окончить обучение в университетах США (Государственный университет Дикенсона, Университете штата Нью-Йорк в Онеонте), Германии, Чехии, Венгрии, Великобритании с получением двойного диплома об образовании.